# Mimorsidis scutellatus
Mimorsidis scutellatus là một loài bọ cánh cứng trong họ Cerambycidae.